# Wiklina (Basse-Silésie)
Pour les articles homonymes, voir Wiklina.

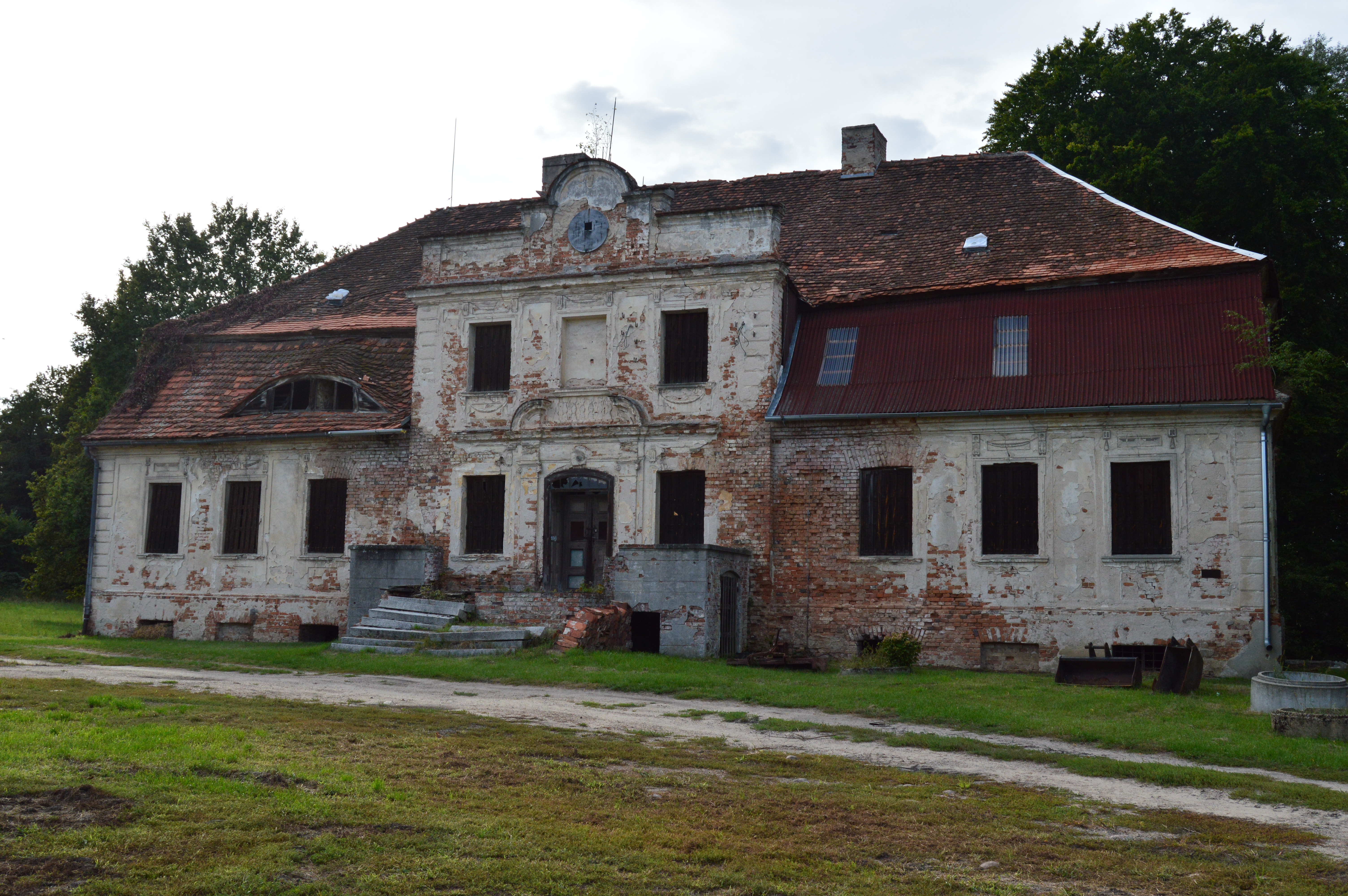
Vue de Wiklina

Wiklina est une localité polonaise de la gmina de Wąsosz, située dans le powiat de Góra en voïvodie de Basse-Silésie.